# Halowe Mistrzostwa Europy w Lekkoatletyce 1977 – bieg na 60 m kobiet
Bieg na 60 metrów kobiet – jedna z konkurencji biegowych rozgrywanych podczas halowych lekkoatletycznych mistrzostw Europy w hali Velódromo de Anoeta w San Sebastián. Eliminacje i bieg finałowy zostały rozegrane 13 marca 1977. Zwyciężyła reprezentantka Niemieckiej Republiki Demokratycznej Marlies Oelsner. Tytułu zdobytego na poprzednich mistrzostwach nie obroniła Linda Haglund ze Szwecji, która została zdyskwalifikowana w biegu eliminacyjnym.

## Rezultaty

### Eliminacje
Rozegrano 2 biegi eliminacyjne, do których przystąpiło 12 biegaczek. Awans do finału dawało zajęcie jednego z pierwszych dwóch miejsc w swoim biegu (Q). Skład półfinałów uzupełniły dwie zawodniczki z najlepszym czasem wśród przegranych (q).
Opracowano na podstawie materiału źródłowego.
Bieg 1
| Miejsce | Zawodniczka      | Czas | Uwagi |
| ------- | ---------------- | ---- | ----- |
| 1       | Rita Bottiglieri | 7,35 | Q     |
| 2       | Sharon Colyear   | 7,38 | Q     |
| 3       | Annie Alizé      | 7,40 | q     |
| 4       | Wiera Anisimowa  | 7,43 |       |
| 5       | Lea Alaerts      | 7,45 |       |
| –       | Linda Haglund    | DQ   |       |

Bieg 2
| Miejsce | Zawodniczka        | Czas | Uwagi |
| ------- | ------------------ | ---- | ----- |
| 1       | Marlies Oelsner    | 7,26 | Q     |
| 2       | Ludmiła Storożkowa | 7,36 | Q     |
| 3       | Chantal Réga       | 7,38 | q     |
| 4       | Irena Szewińska    | 7,42 |       |
| 5       | Iwanka Wyłkowa     | 7,45 |       |
| 6       | Gisela Grässle     | 7,48 |       |

### Finał
Opracowano na podstawie materiału źródłowego.
| Miejsce | Zawodniczka        | Czas |
| ------- | ------------------ | ---- |
| 1       | Marlies Oelsner    | 7,17 |
| 2       | Ludmiła Storożkowa | 7,24 |
| 3       | Rita Bottiglieri   | 7,34 |
| 4       | Chantal Réga       | 7,35 |
| 5       | Annie Alizé        | 7,39 |
| 6       | Sharon Colyear     | 7,39 |